# Вера и слово
Вера и слово — международный фестиваль православных СМИ (с 2004 по 2008 год — международный православный фестиваль СМИ). Проходит раз в два года, начиная с 2004 года. Задачи фестиваля — консолидация церковной и светской журналистики, выявление новых форм сотрудничества Русской православной церкви и современного общества, а также поиск путей развития системы православных СМИ.
Основателем, автором концепции и первым исполнительным директором фестиваля был Сергей Чапнин, по словам которого «после 2002 года стало очевидно, что церковные конференции как формат общения и обмена опытом стремительно вырождаются. Рождественские чтения вступили в полосу тяжелого и затяжного кризиса. Новых имен нет, а известные священники и миряне не могут каждый год писать новые доклады. Кроме того, с развитием интернета многие документы стали публиковаться, и то, что раньше можно было услышать только на конференции или прочитать в сборнике ее докладов, стало возможно за 15-20 минут найти в интернете. Профессиональное общение нужно было переводить в новый формат. Главным становится диалог, и для него наиболее удобный формат — это фестиваль».

## Первый фестиваль (2004)
Первый фестиваль «Вера и слово» состоялся в Москве и был приурочен к 15-летию издания газеты «Церковный вестник». Фестиваль оказался настолько успешным, что по просьбам участников было принято решение проводить его раз в два года.

## Второй фестиваль (2006)
II фестиваль «Вера и слово» проходил в период с 30 октября по 2 ноября 2006 года в пансионате «Лесные дали» Управления Делами Президента РФ под девизом «Свобода и ответственность журналиста: христианские ценности в СМИ». Почётным председателем оргкомитета фестиваля был Святейший Патриарх Московский и всея Руси Алексий II. Сопредседателями оргкомитета являлись Управляющий делами Московской Патриархии митрополит Калужский и Боровский Климент и министр культуры и массовых коммуникаций РФ Александр Соколов.
Участники
По состоянию на 18 октября на участие в фестивале подали заявки 229 представителей СМИ из 51 епархии, а также 37 иных организаций. Число официальных участников и гостей фестиваля превысило 300 человек, представивших разные регионы России, а также Украину, Белоруссию, Латвию, Литву, Польшу и Германию. В фестивале приняли участие епископат и священнослужители из 60 епархий РПЦ, руководители ряда СМИ, специалисты министерства культуры, Росохранкультуры, МГУ, МГИМО, Государственного института искусствознания, Московской духовной академии, Свято-Тихоновского гуманитарного университета.
Итоги
На закрытии фестиваля была вручена премия «Вера и слово», в церемонии награждения в храме Христа Спасителя принимал участие Патриарх Алексий II.

## Третий фестиваль (2008)
Третий международный православный фестиваль СМИ «Вера и слово» состоялся 24-27 ноября 2008 года. Главные задачи форума — укрепление позиций христианской журналистики в системе современных массмедиа, развитие взаимодействия между церковными и светскими СМИ, выработка тактики и стратегии информационной деятельности Русской Православной Церкви.
С основным докладом «Новые задачи православной журналистики» на открытии фестиваля выступил Сергей Чапнин.
Участники
В работе фестиваля приняли участие более 300 делегатов из 67 епархий Русской православной церкви, в том числе представители России, Украины, Белоруссии, Молдавии, Польши, Латвии и Азербайджана. Круглые столы и мастер-классы были подготовлены редакциями газеты «Церковный вестник», журналов «Нескучный сад», «Фома», интернет-портала «Православие и мир», а также медиахолдинга «Эксперт» и др.
Итоги
Награждение победителей III Международного православного фестиваля СМИ «Вера и слово» состоялось в Воскресенском Ново-Иерусалимском монастыре в Подмосковье. Лауреатам фестиваля были вручены медали в честь 1020-летия Крещения Руси и дипломы в номинациях «Телевидение», «Печатные издания», «Молодёжные СМИ», «Интернет», «Пресс-службы», «Медиасобытие».

## Четвёртый фестиваль (2010)
IV фестиваль проходил в период 10-13 октября 2010 в Храме Христа Спасителя в Москве. Открытие фестиваля состоялось 11 октября 2010 года. Организатором форума впервые выступил Синодальный информационный отдел Московского патриархата. В рамках фестиваля запланирована работа по следующим направлениям: развитие общественных связей (епархиальные пресс-службы), печатные СМИ, телевидение, радио, интернет, администрация и управление церковными медиа-проектами. Организованы деловые игры, мастер-классы, круглые столы, демонстрации учебных фильмов и заседания Клуба православных журналистов.. С участниками фестиваля встретился патриарх Кирилл.
Участники
По состоянию на 7 октября было зарегистрировано 356 делегатов и представлено 67 епархий Русской православной церкви, что является максимальным показателем за время проведения фестиваля.
Итоги
В рамках фестиваля «Вера и слово» в Храме Христа Спасителя 11 октября состоялось открытие официального канала Русской православной церкви на видеосервисе YouTube. Предполагается, что церковь будет публиковать видеоролики под ником RussianChurch. На закрытии фестиваля православных СМИ «Вера и слово» были награждены журналисты и издания.
- Программа IV Международного фестиваля православных СМИ «Вера и слово» Архивная копия от 3 сентября 2010 на Wayback Machine
- Фестиваль «Вера и Слово». Фоторепортаж. Архивная копия от 31 октября 2010 на Wayback Machine // Православие и мир, 13 октября 2010.